# Piotr Kiełpikowski
Piotr Andrzej Kiełpikowski (Grudziądz, 1962. november 27. –) világbajnok, olimpiai és Európa-bajnoki ezüstérmes lengyel tőrvívó.